# Alexander Cadogan
Pour les articles homonymes, voir Cadogan.
 (octobre 2015).
Si vous disposez d'ouvrages ou d'articles de référence ou si vous connaissez des sites web de qualité traitant du thème abordé ici, merci de compléter l'article en donnant les références utiles à sa vérifiabilité et en les liant à la section « Notes et références ».
Alexander George Montagu Cadogan (25 novembre 1884 - 9 juillet 1968) est un haut fonctionnaire britannique.

## Biographie
Ancien élève d'Eton, après ses études d'histoire à Oxford (Balliol College), Alexander Cadogan entre dans les services diplomatiques pour en atteindre le plus haut échelon : sous-secrétaire d'État permanent aux affaires étrangères de 1938 à 1946. Au sujet de la crise tchécoslovaque, le pays étant menacé d'invasion par l'Allemagne nazie, il s'oppose fermement à l'idée d'une opération militaire franco-soviétique destinée à protéger la Tchécoslovaquie de l'expansionnisme allemand.
Il est délégué à la conférence de Dumbarton Oaks en 1944, membre du conseil privé en 1946, ambassadeur du Royaume-Uni aux Nations unies de 1946 à 1950 et président de la BBC de 1952 à 1957, année de sa retraite.
Ses Carnets, présentés et annotés en 1971 par l'historien britannique David Dilks (en), fournissent une chronique précieuse des années qu'il passe au ministère, notamment sur les relations diplomatiques de son pays pendant la période de guerre, où il accompagna Winston Churchill dans la plupart des grandes conférences entre les alliés après 1941. En France, grâce entre autres au De Gaulle de Jean Lacouture, sa description des querelles et des bouderies entre les dirigeants alliés le 5 juin 1944, à la veille du Débarquement, après un entretien particulièrement orageux entre Churchill et Charles de Gaulle, est restée célèbre : « C’est un vrai pensionnat de jeunes filles. Roosevelt, le P.M et — il faut bien l’admettre de G. — se comportent tous comme des adolescentes qui approchent de la puberté. Il n’y a rien à y faire ». Lacouture conclut avec humour, malgré l'abord austère du personnage : « Où l'on voit que Cadogan se faisait une idée pessimiste des jeunes filles ».
Par ailleurs, Cadogan a légué un portrait parfois sans pitié des failles de Churchill pendant la guerre.
Ses Carnets sont donc une source indispensable pour tout historien qui se penche sur la diplomatie britannique des années de guerre et d’immédiate avant-guerre de 1938 à 1945.

## Distinctions
- Chevalier commandeur de l'Ordre du Bain